# 亞歷山大·尼貝爾
亞歷山大·努貝爾（德語：Alexander Nübel；1996年9月30日—）是一位德國足球運動員，場上司职守門員，現時由德甲球會拜仁慕尼黑外借至史特加。德國國家足球隊成員。

## 球會生涯
2015至2016赛季，德甲第34轮沙尔克04对阵霍芬海姆的比赛上，努贝尔完成德甲首秀。2018至2019赛季，他逐渐成为沙尔克04主力门将，在各项赛事上出战22场，完成7场零封。本赛季努贝尔代表沙尔克首发26场德甲比赛，完成6次零封。赛季结束后，努贝尔自由转会加盟拜仁。
2020年6月30日，拜仁慕尼黑宣布与23岁的门将亚历山大·努贝尔签约5年，合同至2025年6月30日。
2021年6月27日，努貝爾被拜仁慕尼黑外借至法甲球會摩納哥，為期兩個賽季，拜仁可以選擇在一個賽季後縮短租借期。

## 榮譽

### 球會
拜仁慕尼黑
- 德国足球甲级联赛 冠軍：2020－21[3]
- 歐洲超級盃冠軍：2020
- 德國超級盃冠軍：2020
- 國際足總俱樂部世界盃冠軍：2020[4]

斯圖加特
- 德國足協盃冠軍：2024–25

## 外部連結
- Soccerway資料庫：亞歷山大·尼貝爾